# Antonio Machado (stanice metra v Madridu)
Antonio Machado (plným názvem španělsky Estación de Antonio Machado) je stanice metra v Madridu. Nachází se v severní části města na rozhraní obvodů Fuencarral – El Pardo a Moncloa – Aravaca s výstupy do ulic Valdderrodrigo, Valdesangil a Valle de Mena. Stanice, kterou prochází linka 7, leží v tarifním pásmu A; nástupiště jsou bezbariérově přístupná. Stanice je pojmenována po španělském básníku Antoniu Machadovi (1875–1939), podle ulice Calle de Antonio Machado, která prochází poblíž.

## Historie
Stavební práce na stanici začaly v listopadu 1996, stanice byla budována mezi dvěma zemními stěnami.
Pro cestující se stanice metra otevřela 29. března 1999 jako součást prodloužení linky 7 ze stanice Valdezarza do stanice Pitis; i s celým úsekem ji postavila španělská společnost FCC. Stanice byla slavnostně otevřena za přítomnosti předsedy Madridského společenství Alberta Ruize-Gallardóna.

## Popis
Stanice je umístěna pod ulicí Valderodrigo. Stanice se konstrukčně podobná ostatním stanicím na celém úseku. Vestibul je pojat jako křižovatka podzemních chodeb a svou výzdobou odkazuje na básníka Machada. Okolní tunely jsou raženy technologií TBM, do obou sousedních stanic (Valdezarza a Peñagrande) stoupají 40 ‰, směrem na Valdezarza se nachází levotočivý směrový oblouk, taktéž levotočivý směrový oblouk vede i do stanice Peñagrande.
Stěny stanice jsou obloženy Vitrexem oranžové barvy. Nedaleko od stanice zastavují autobusy linek 127 a 132.

## Fotogalerie

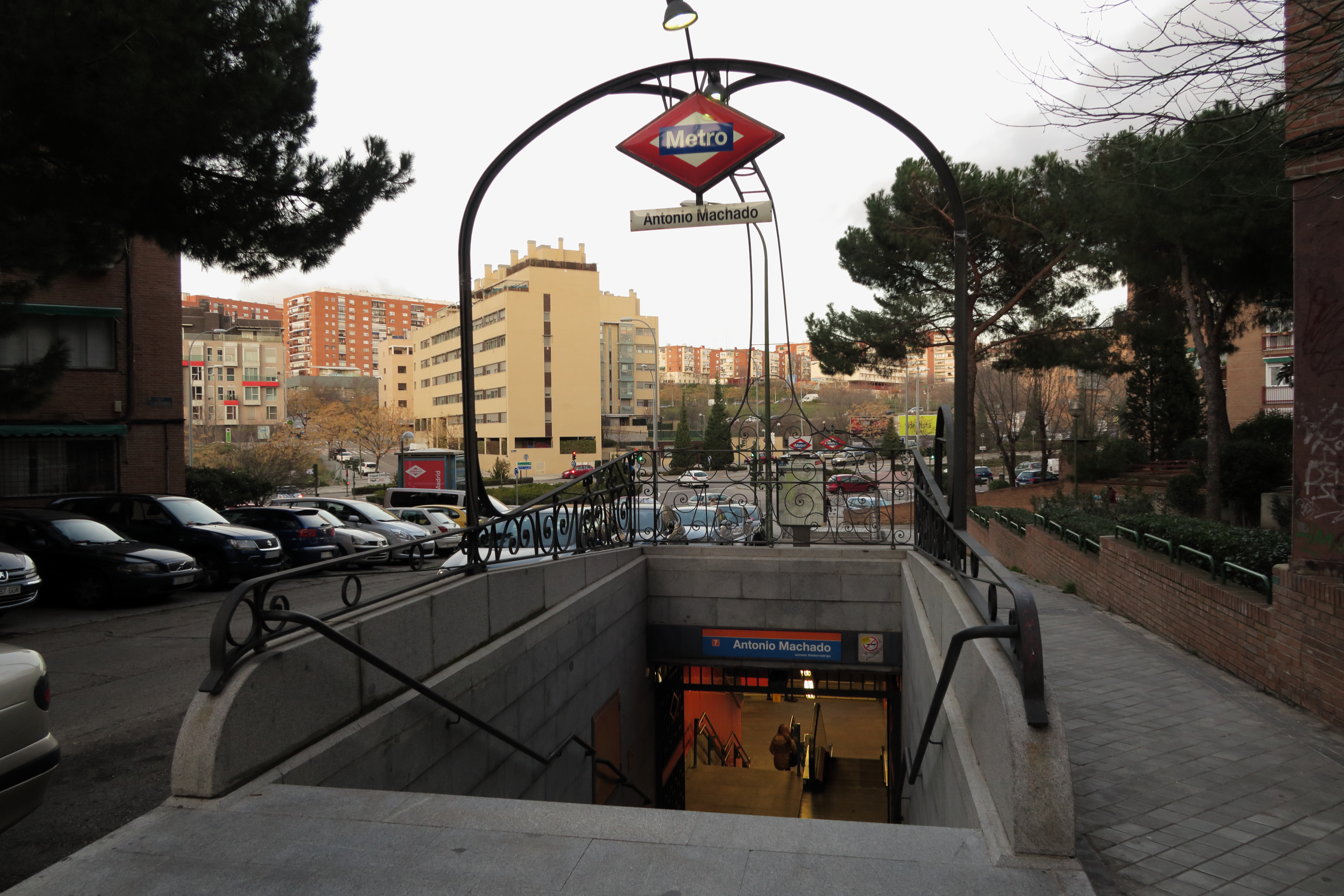
Vstup do stanice
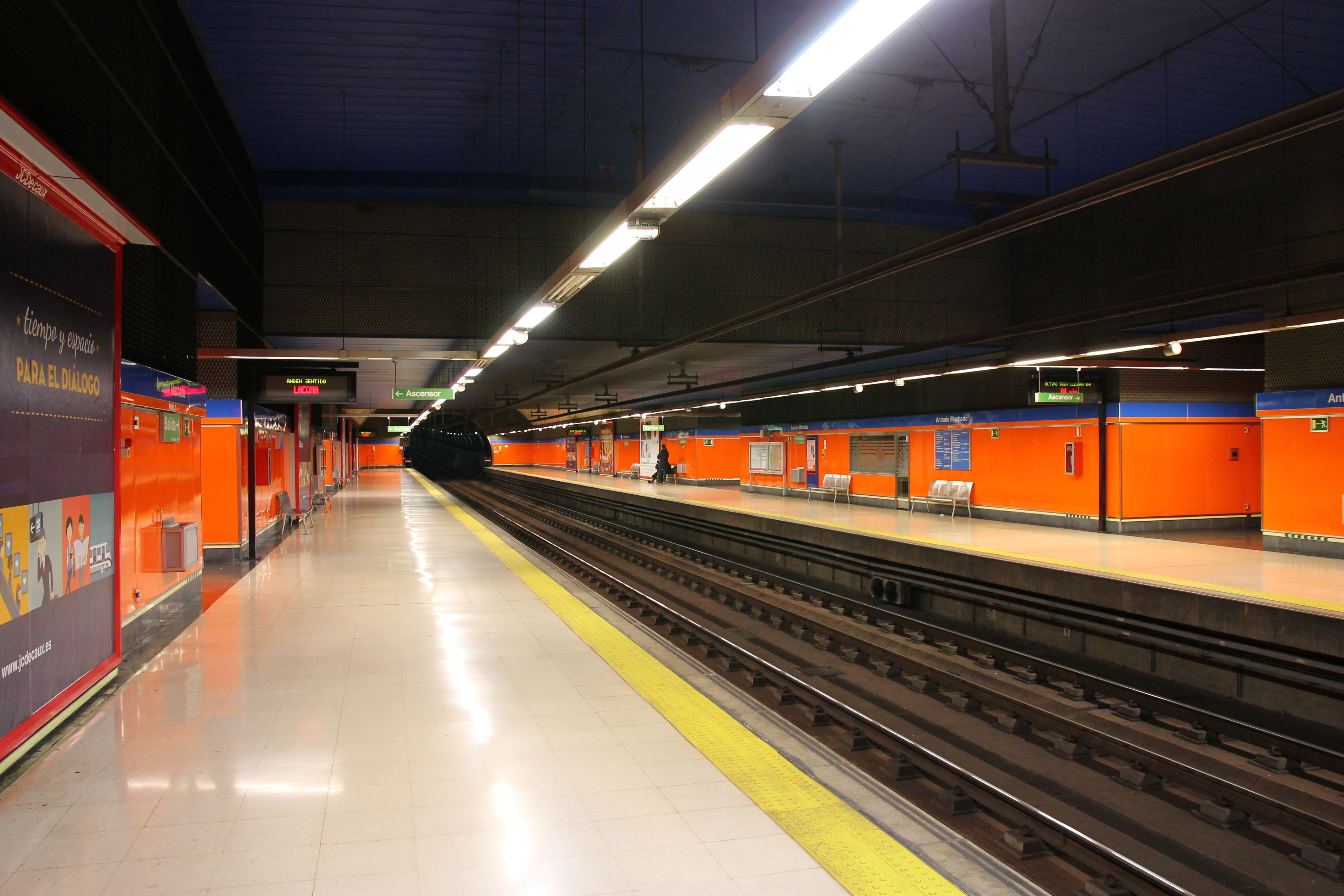
Nástupiště stanice
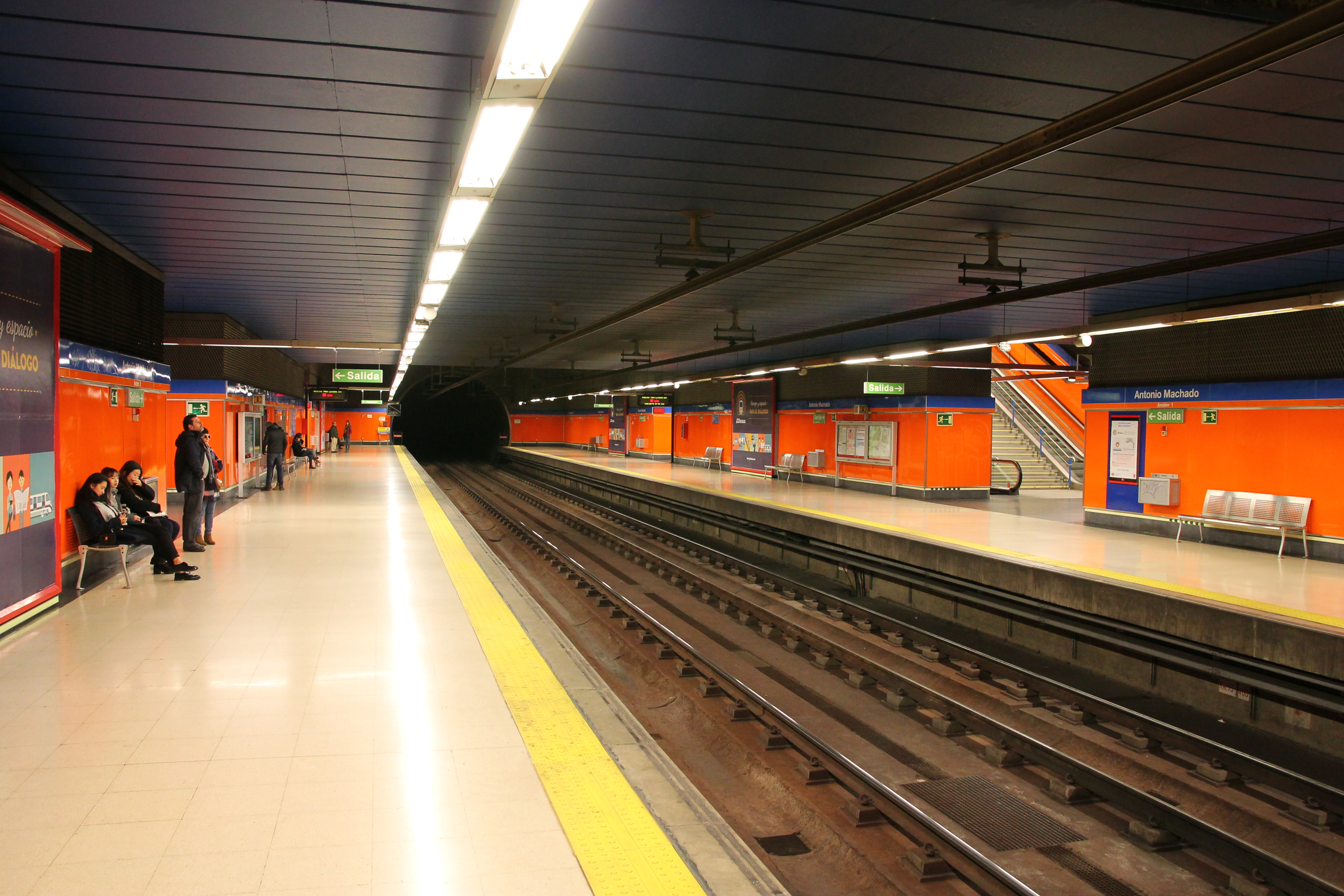
Nástupiště stanice
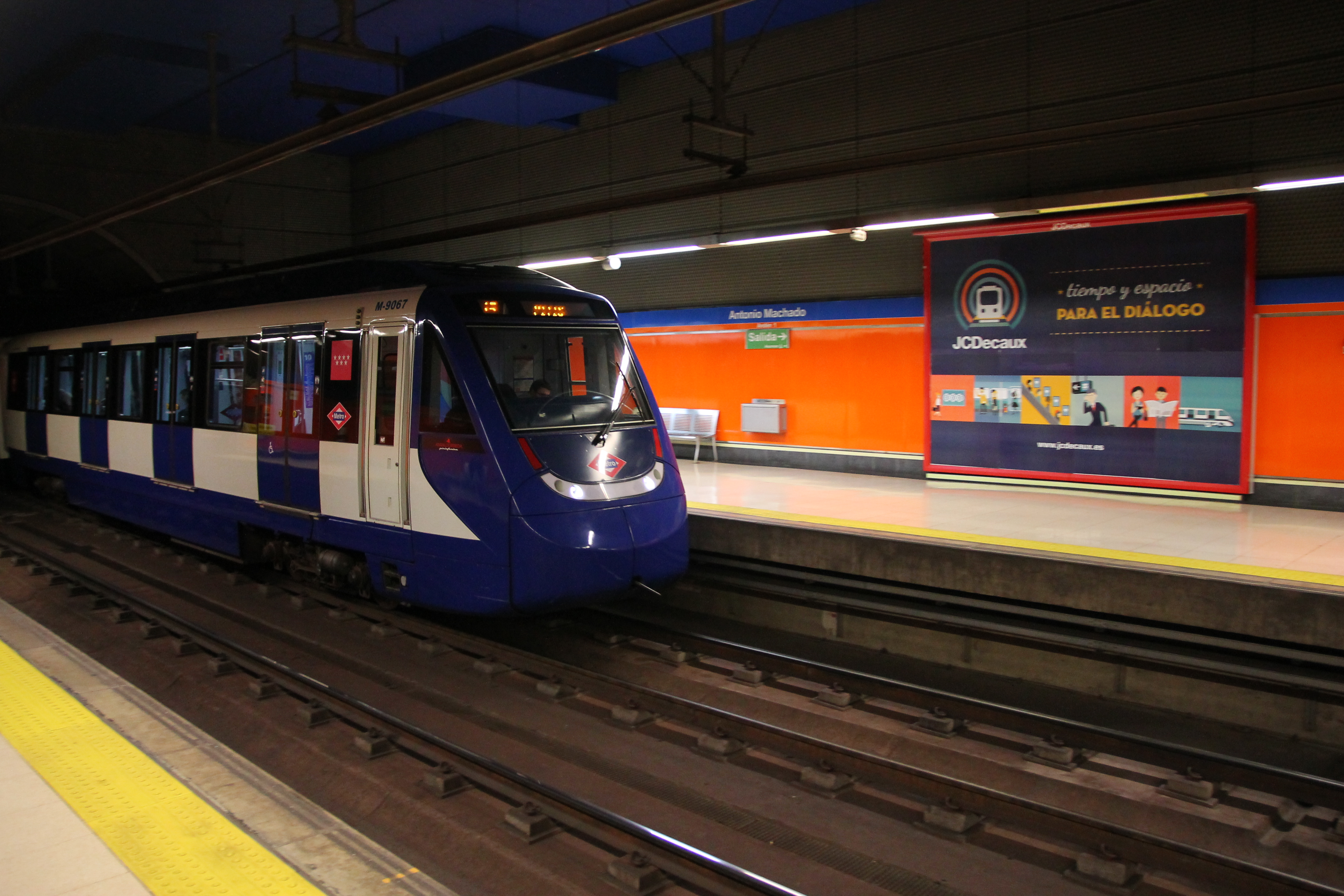
Vlak řady 9000 ve stanici
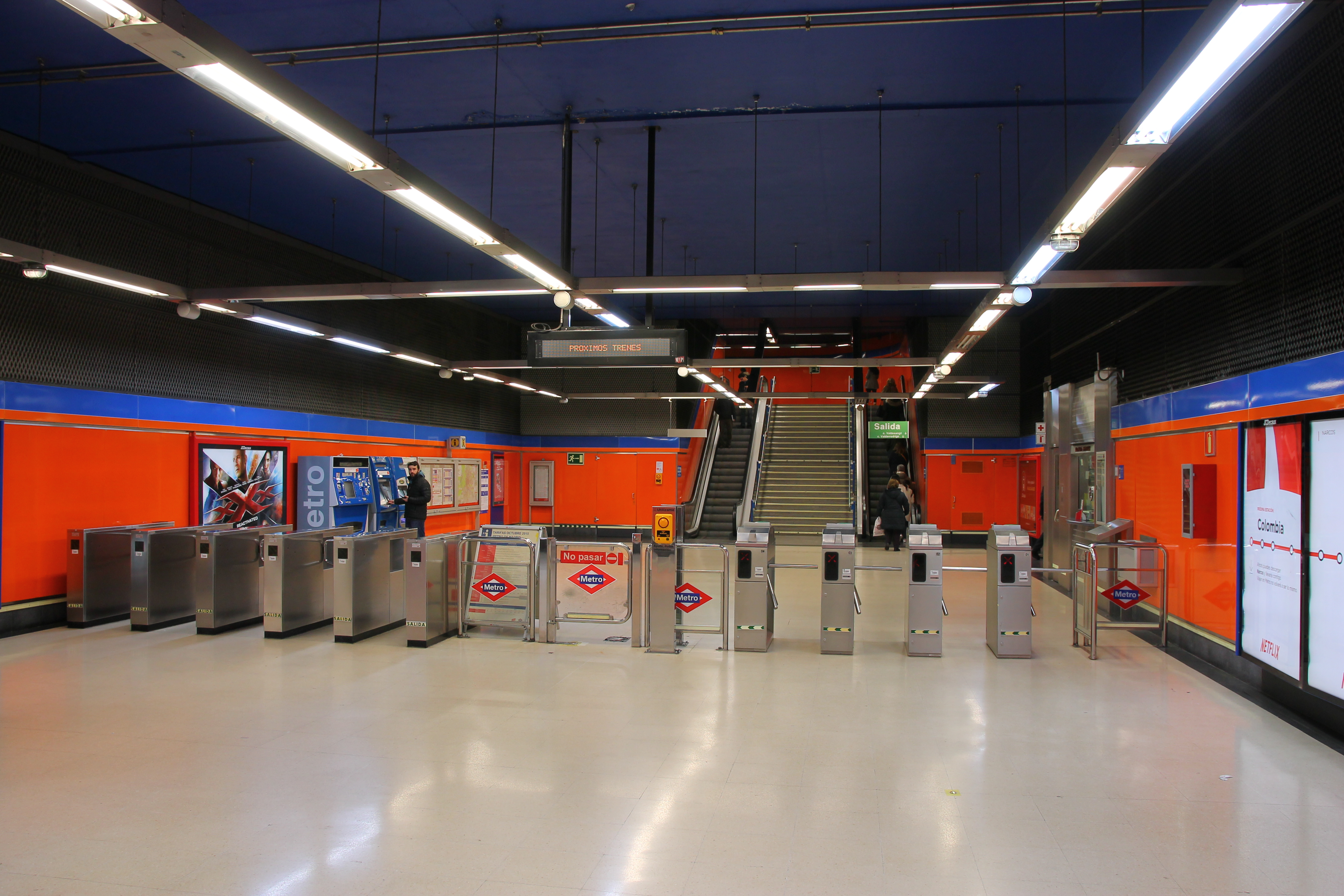
Turnikety ve vestibulu
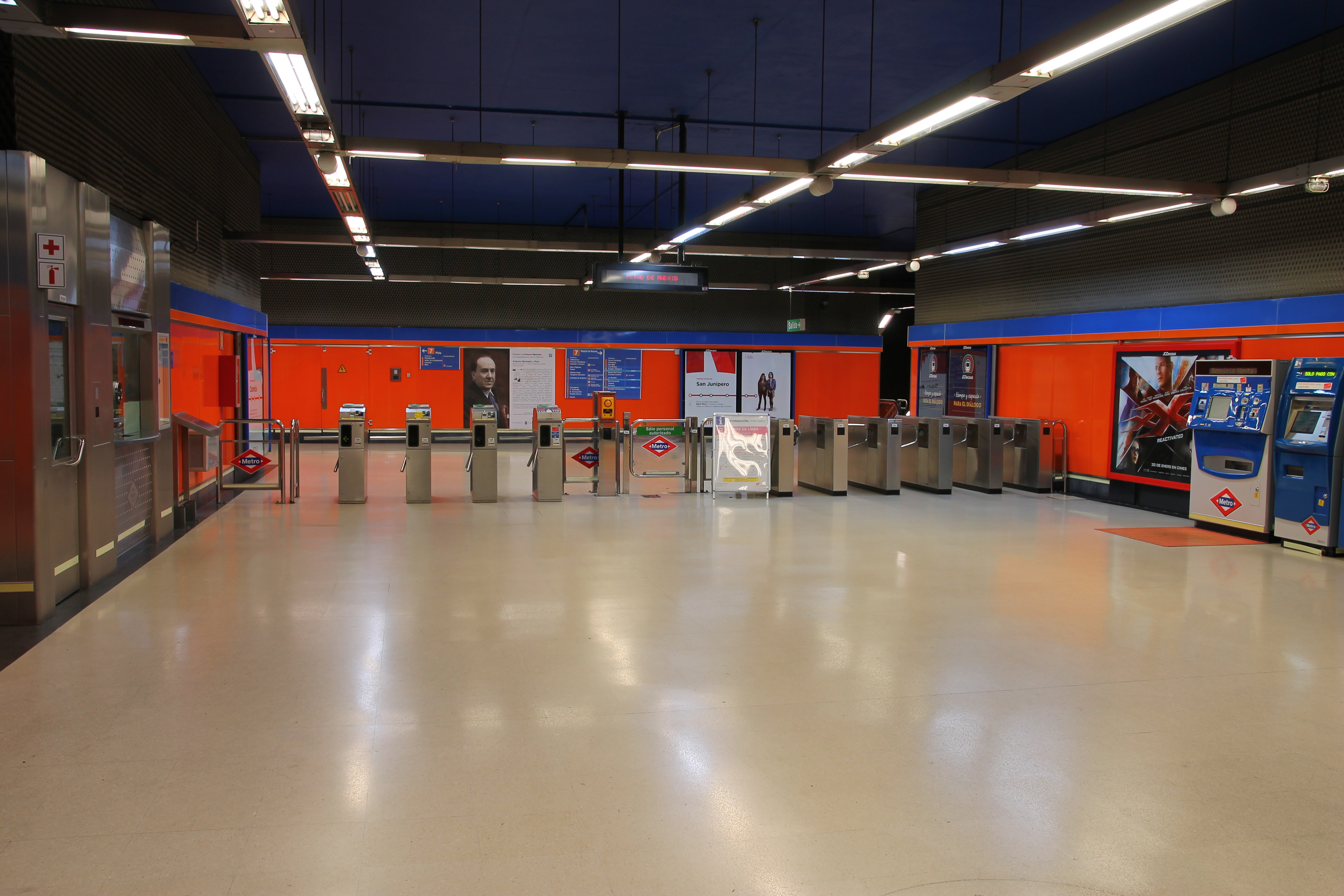
Turnikety ve vestibulu
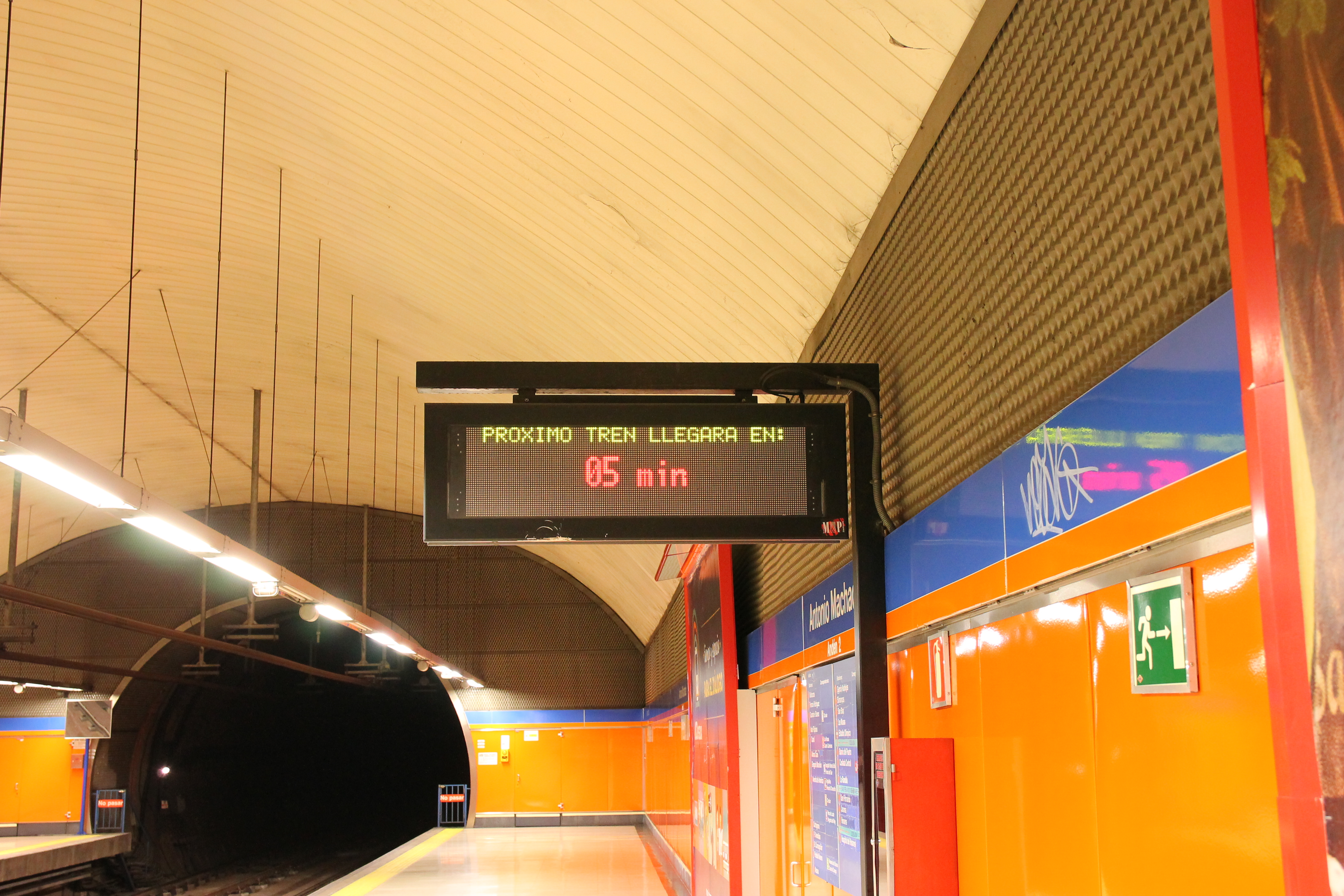
Informační tabule s odjezdem vlaku
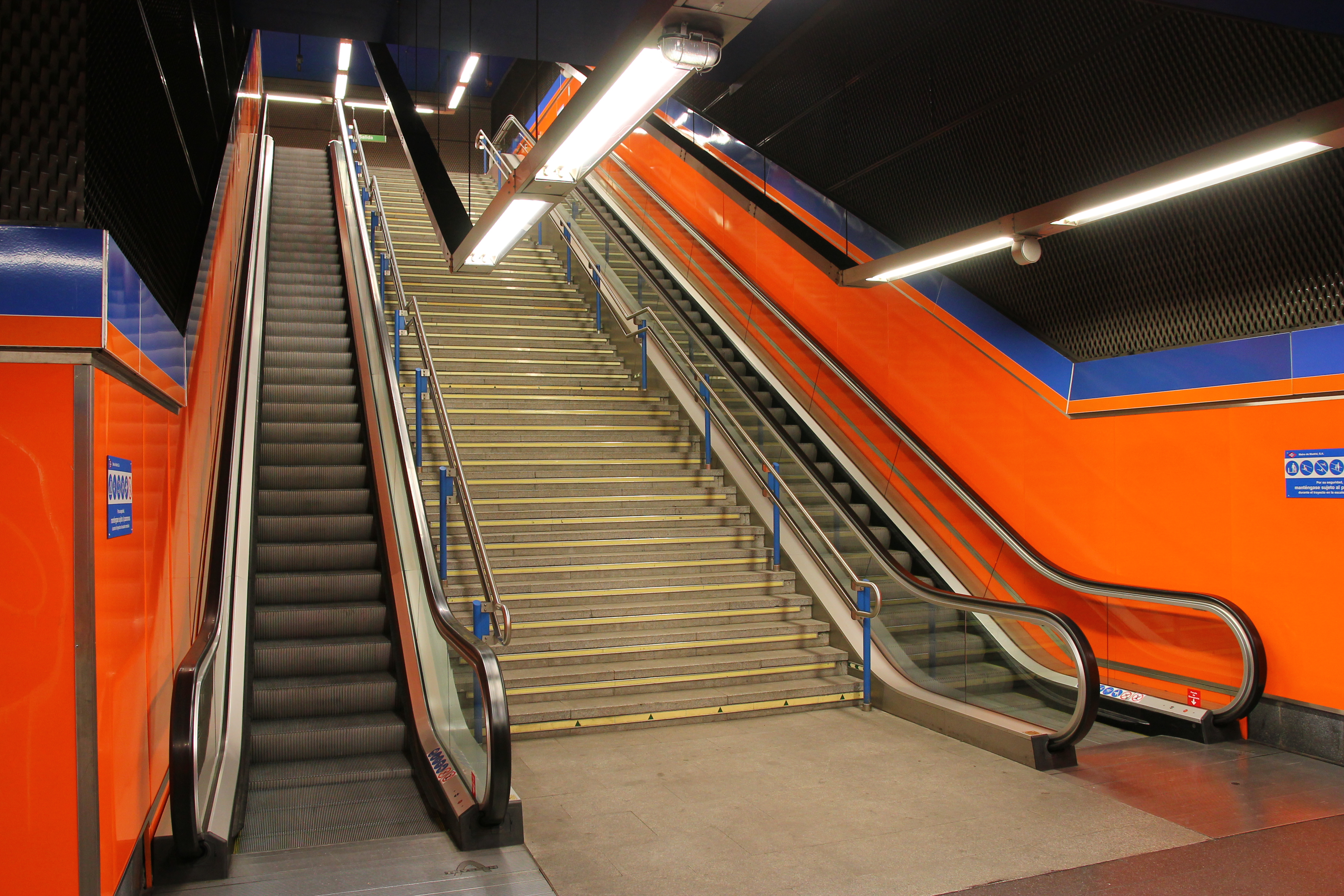
Schodiště a eskalátory
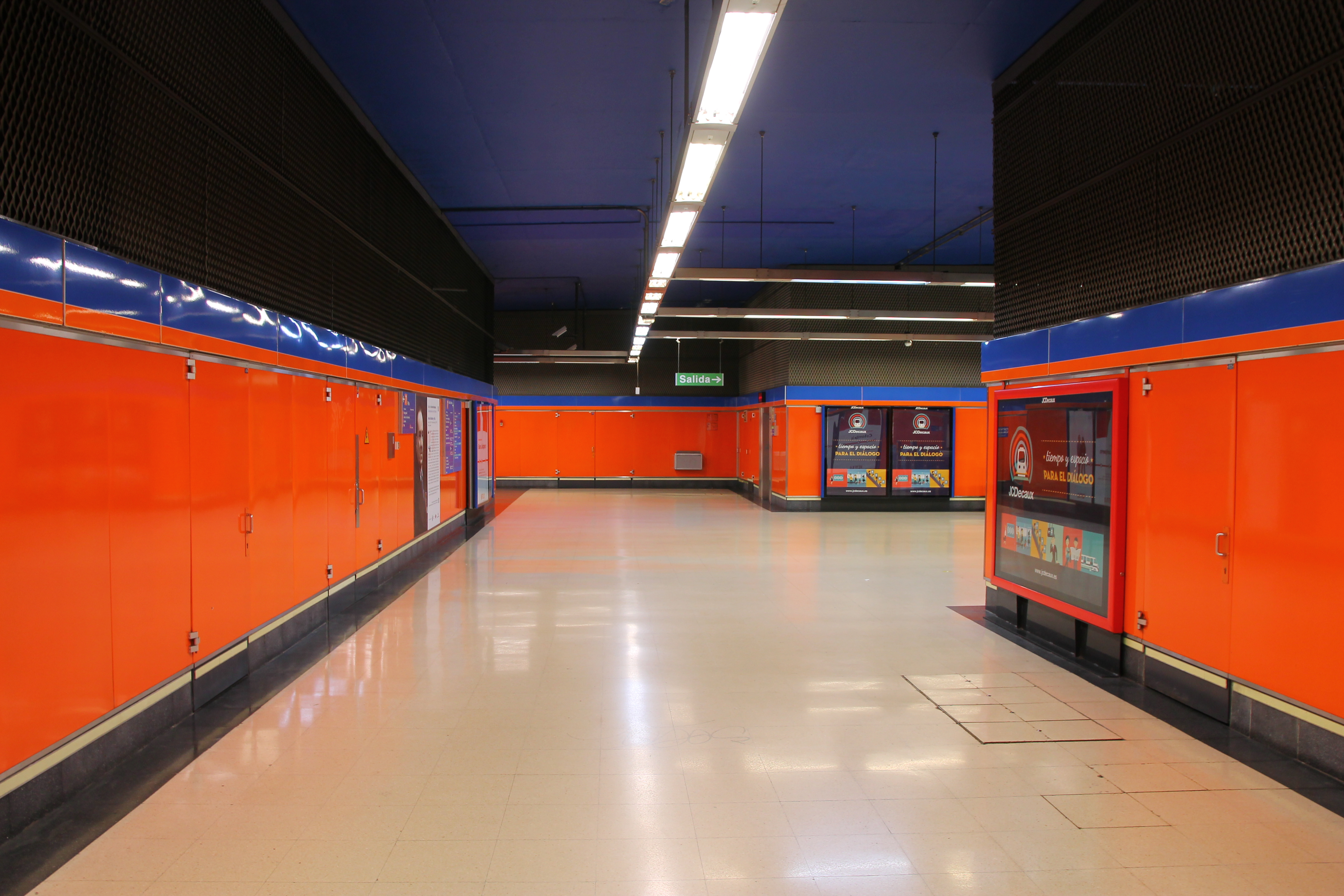
Přístupové chodby
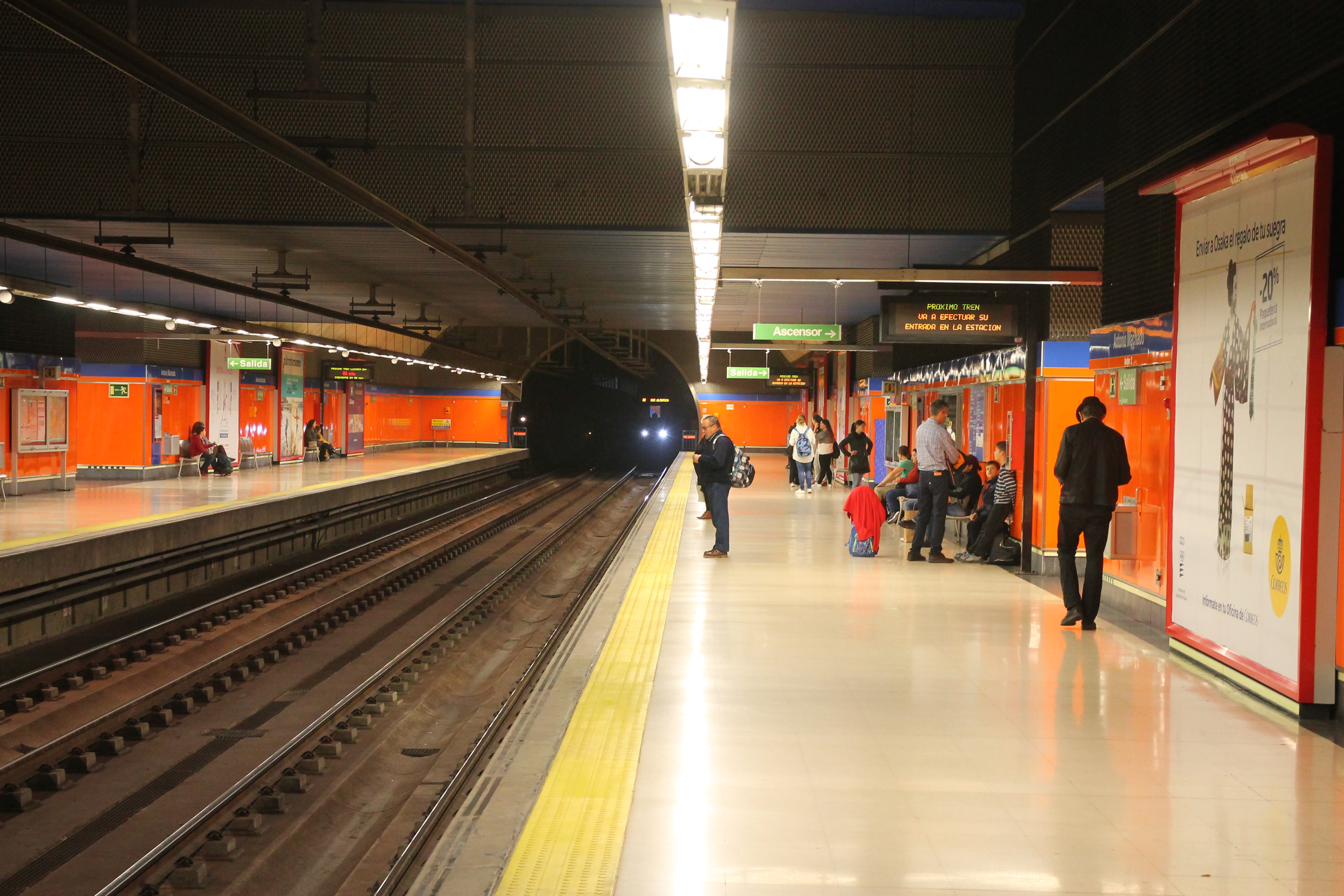
Cestující ve stanici
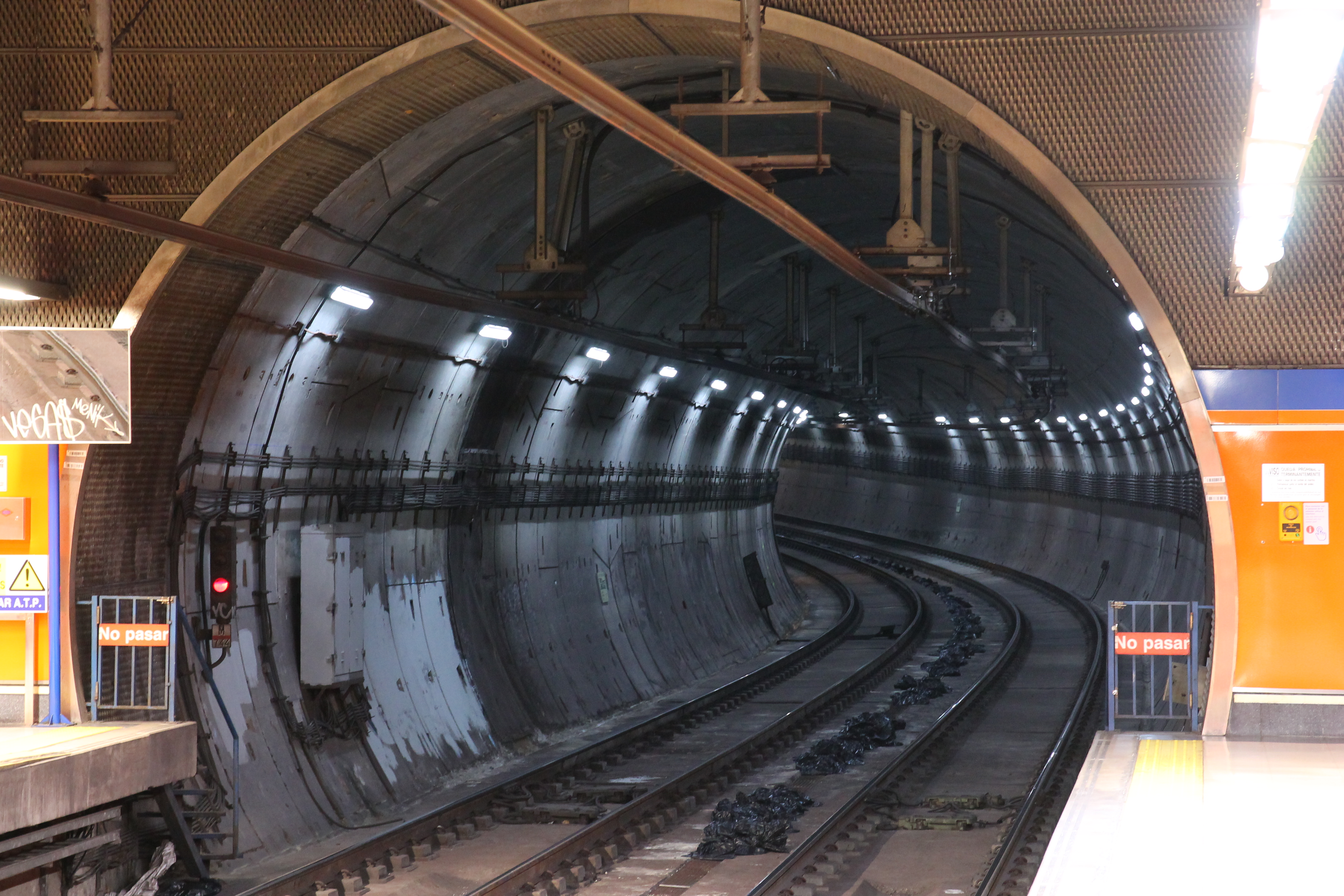
Tunel směr Valdezarza
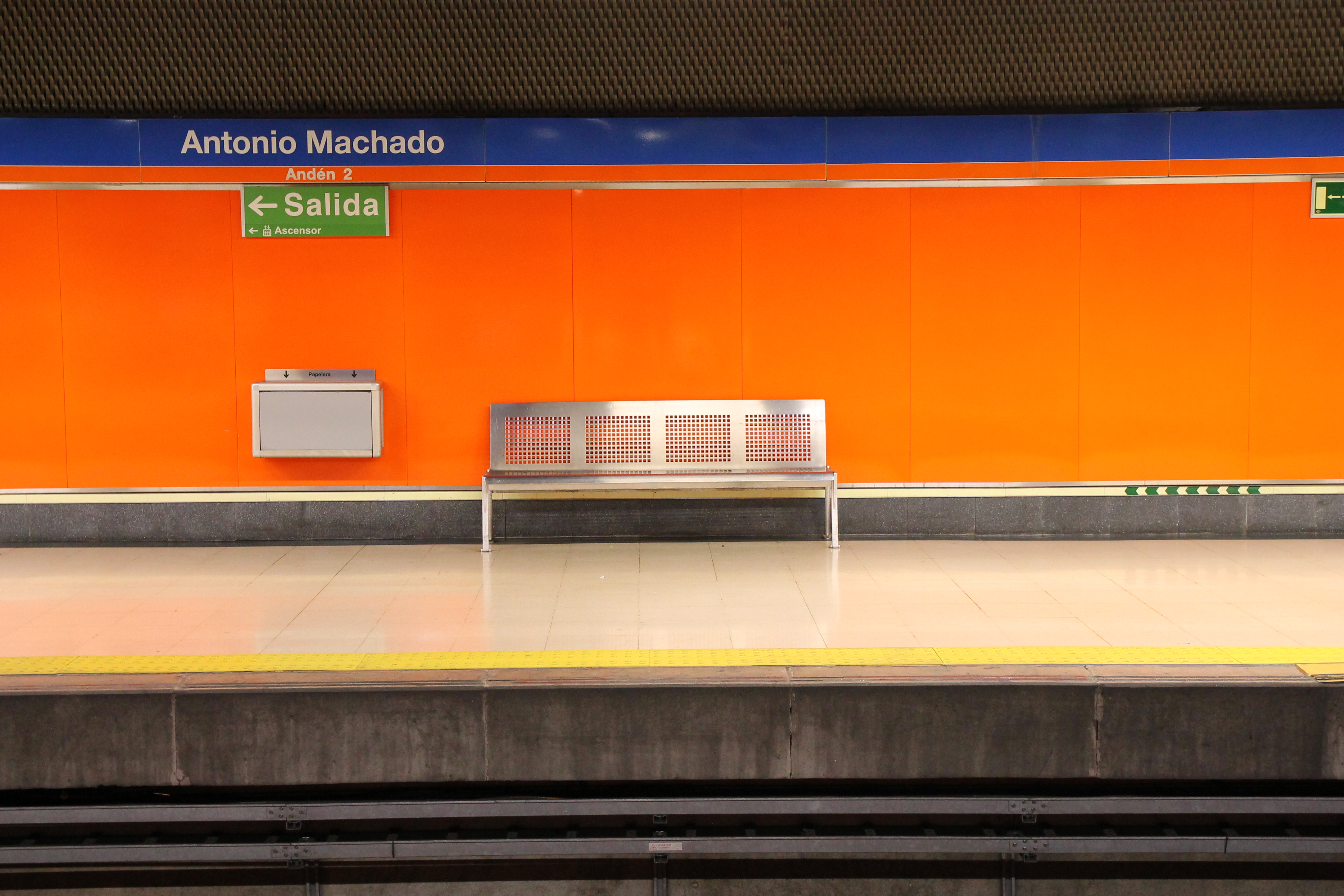
Lavička na nástupišti
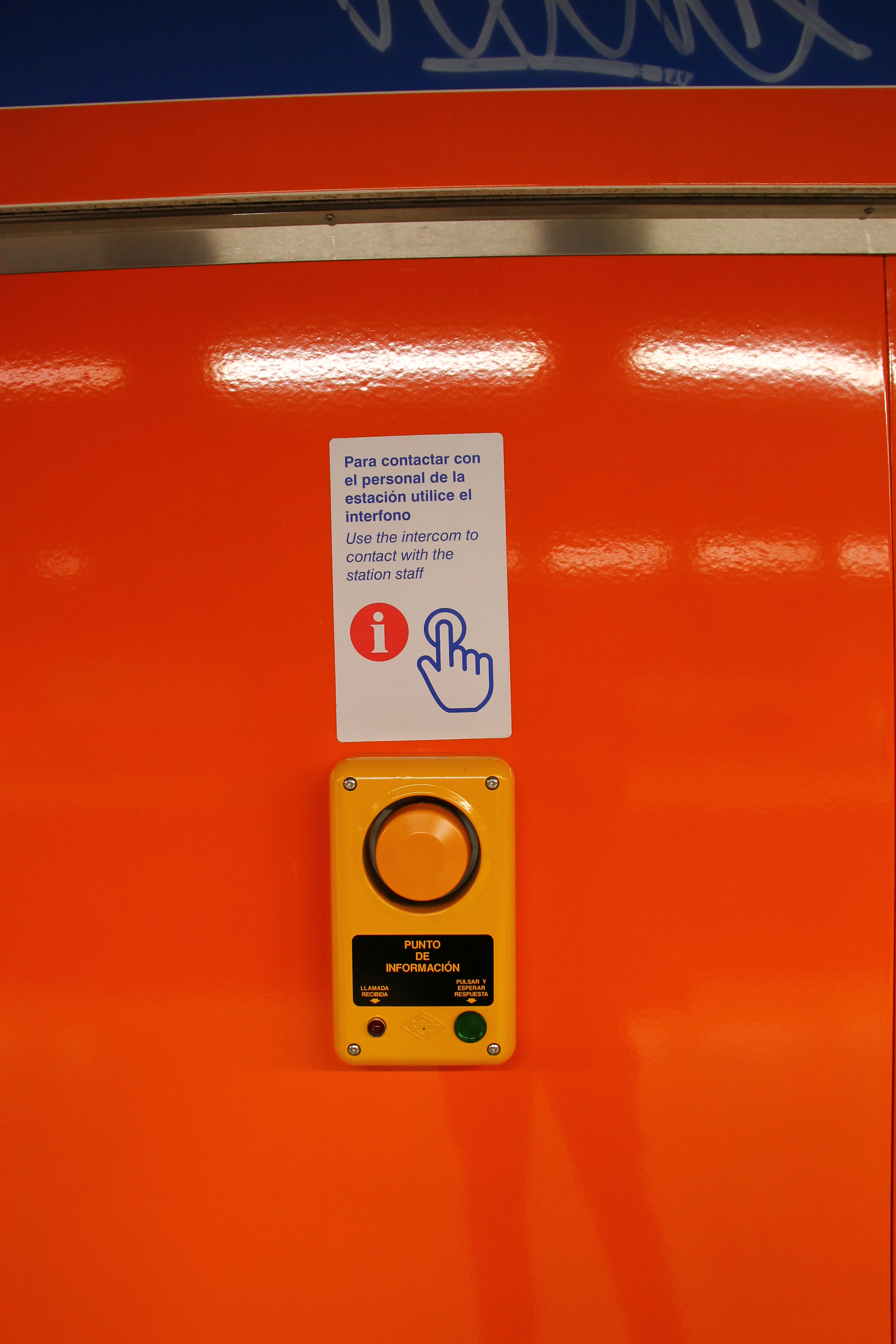
Komunikátor ve stanici
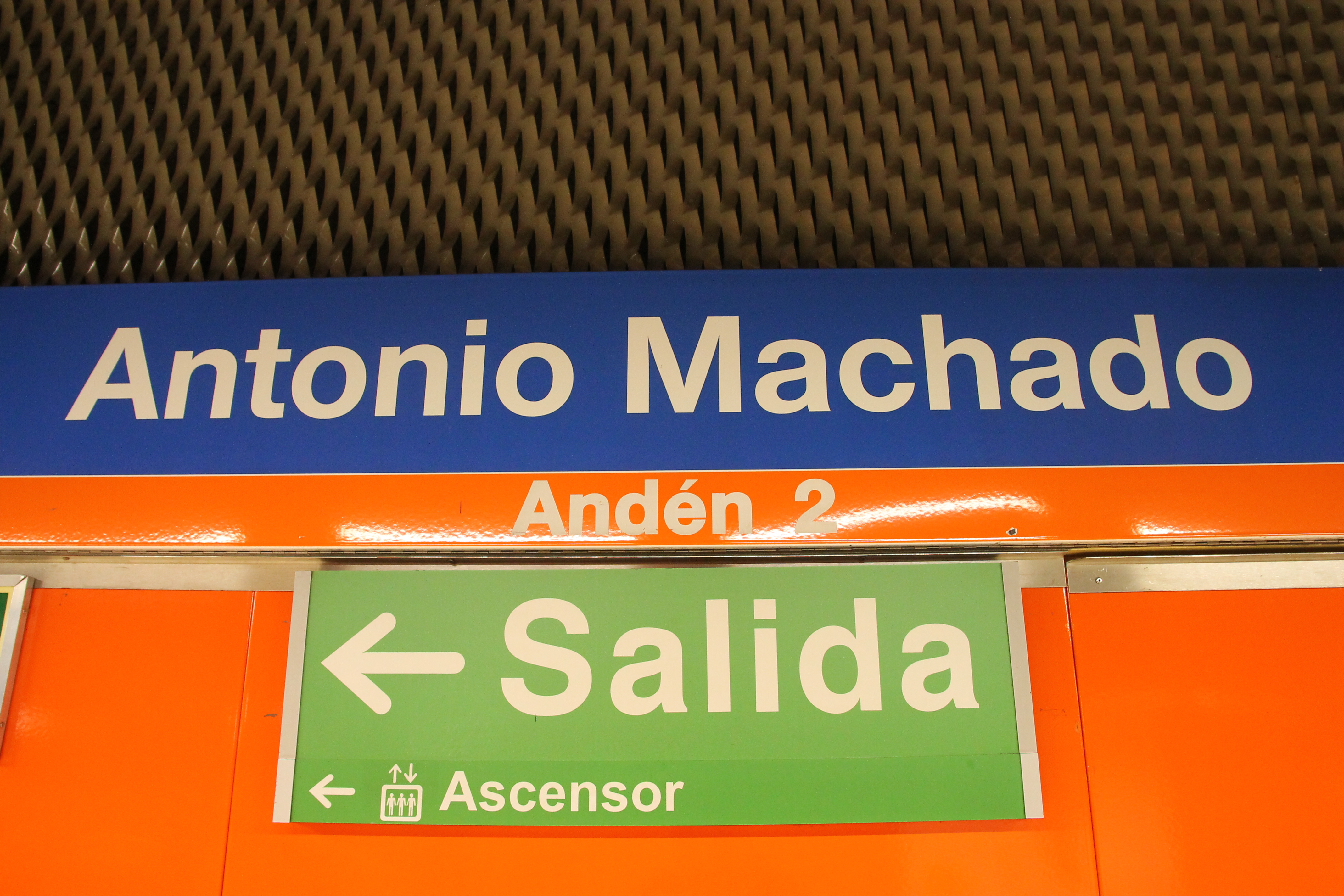
Ukazatel
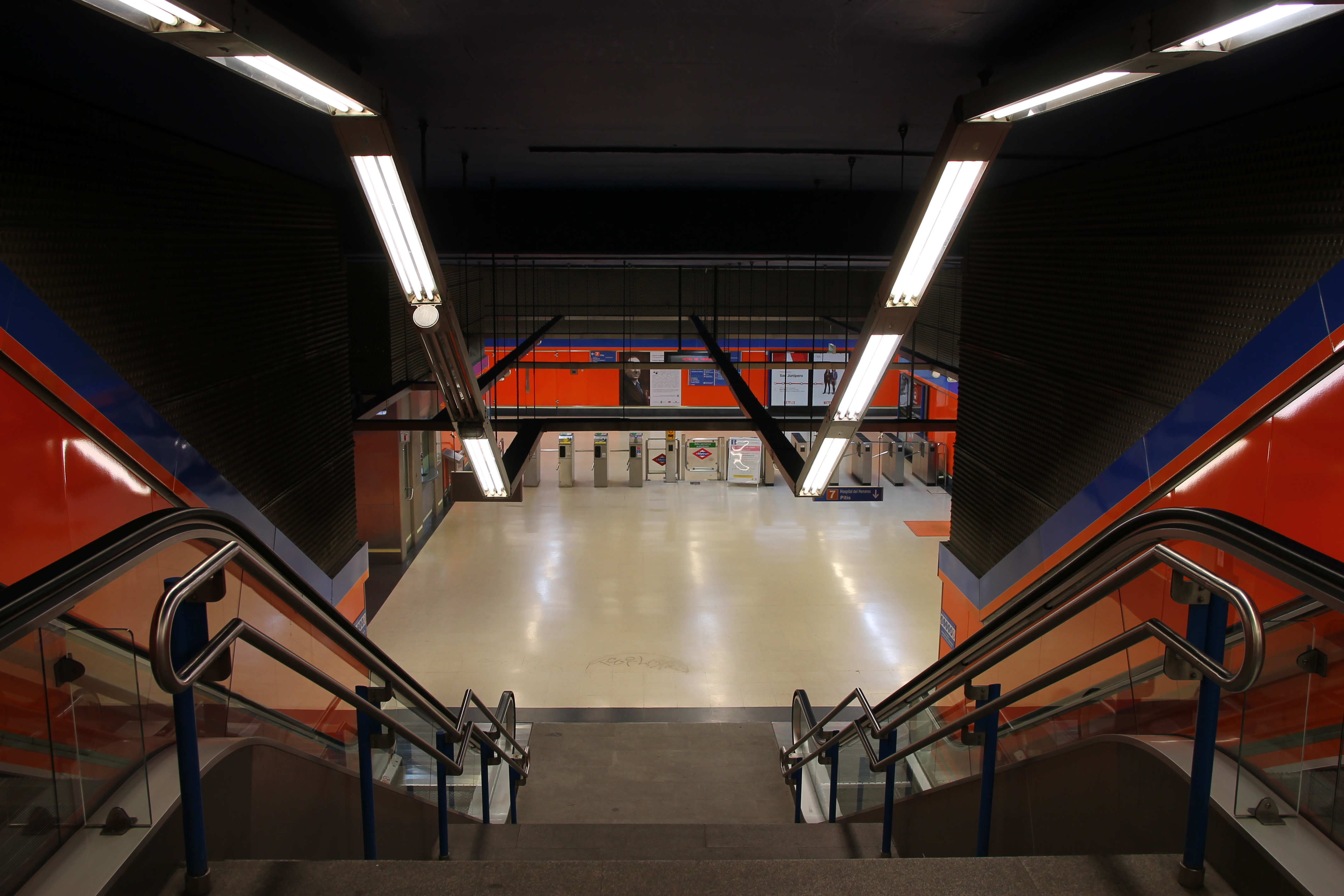
Přístup do vestibulu